# Bahnhof Wächtersbach
Der Bahnhof Wächtersbach ist ein Bahnhof in der Stadt Wächtersbach an der Bahnstrecke Frankfurt–Göttingen in Hessen. Durch seine geografische Lage erschließt er als Umsteige-Bahnhof in südlicher Richtung Teile des Spessarts und in nördliche Richtung den östlichen Vogelsberg. Hier zweigt die als „Bad Orber Kleinbahn“ bezeichnete Bahnstrecke Wächtersbach–Bad Orb ab – früher normalspurig, heute schmalspurig umgespurt. Früher zweigte hier auch noch die Strecke der Vogelsberger Südbahn ab, die über Birstein nach Hartmannshain führte.

## Geschichte

### Hauptstrecke Frankfurt–Göttingen
Zur Förderung des Schienenverkehrs wurde schon 1833 ein kurhessischer Verein für Eisenwegbau gegründet. Da der damalige Staat Kurhessen durch Mittelgebirge geprägt war, die mit der Eisenbahntechnik, die in der ersten Hälfte des 19. Jahrhunderts zur Verfügung stand, noch nicht überwunden werden konnten, dauerte es dann 30 Jahre, bis 1863 die Kurhessische Ständeversammlung ein entsprechendes Gesetz erlassen konnte, das den Bau der Bahn Hanau–Bebra ermöglichte. Der Bahnhof Wächtersbach wurde als Station an der Frankfurt-Bebraer Eisenbahn/Kinzigtalbahn errichtet. Mit der Betriebsaufnahme des Teilstücks Hanau Ost (heute: Hanau Hbf)–Wächtersbach am 1. Mai 1867 begann hier der Verkehr.
Im Rahmen der 1961 abgeschlossenen Elektrifizierung der Kinzigtalbahn wurde bei Wächtersbach der 4000. elektrifizierte Streckenkilometer im Netz der Deutschen Bundesbahn erreicht und aus diesem Anlass eine Gedenktafel im Bahnhof enthüllt.

### Vogelsberger Südbahn
Wenngleich Vogelsberger Südbahn seit Jahrzehnten ein abgeschlossenes Kapitel Eisenbahngeschichte darstellt, so prägte sie doch auch die über Jahrzehnte hinweg das Bild des Wächtersbacher Bahnhofs. Ein erster Streckenabschnitt, die Verbindung Wächtersbach–Birstein der Vogelsberger Südbahn wurde am 30. Juni 1898 durch die Wächtersbach-Birsteiner Kleinbahn-Gesellschaft eröffnet. Erst am 23. Dezember 1934 folgte deren Verlängerung mit dem Abschnitt Birstein–Hartmannshain.
Dieser zweite, nördliche Abschnitt blieb nicht lange in Betrieb, denn schon in den Jahren 1958/59 wurde er aufgegeben. Die Gründe waren die mangelnde Wirtschaftlichkeit aufgrund des zunehmenden Individualverkehrs, aber auch häufige technische Probleme an dieser schwierigen Strecke. Sie ergaben sich aus der Streckenführung im schwierigen Gelände, aber auch aus den harten Winterverhältnissen in dieser Gegend, die zum Bahnhof Hartmannshain, dem mit 572,45 m ü. NHN höchstgelegenen Bahnhof des ehemaligen Großherzogtums Hessen, führte. Die Stilllegung der Stammstrecke zwischen Birstein und Wächtersbach folgte am 27. Mai 1967. Die Bahn gehörte damals zu den Gelnhäuser Kreisbahnen.

### Orber Bahn
Die Bahnstrecke Wächtersbach–Bad Orb, im Volksmund liebevoll die Bimmel genannt, war ursprünglich, während ihrer kommerziellen Betriebsphase, eine normalspurige Bahnstrecke. Sie führte vom Bahnhof Wächtersbach über die Stationen Aufenauer Berg und Aumühle zum Bahnhof Bad Orb. Eröffnet wurde sie am 23. Mai 1901.
Zunächst diente die Bahn vor allem dem Transport der Kurgäste nach und von Orb und der Holzabfuhr von Orb. Ab 1911 bis Kriegsende 1918 kam eine weitere Funktion hinzu: der Transport von Militärgütern und Personal zum Truppenübungsplatz Wegscheide. Zu diesem Zwecke wurde die Bahn in Bad Orb in die Haselstraße hinein verlängert und durch eine Standseilbahn ergänzt. Es folgte in den Jahren 1925/26, ein weiterer Ausbauschritt, durch Errichtung des repräsentativen Empfangsgebäudes in Bad Orb im Art-déco-Stil. Das Innere der Bahnhofshalle wurde mit Gemälden des Malers Hans Brasch ausgestattet.
Ab April 1937 wurde der Landkreis Gelnhausen Eigentümer der Bahn und betrieb sie unter dem Dach eines Eigenbetriebes, später waren es die Kreiswerke Gelnhausen. Die zunehmende Motorisierung der Bevölkerung ließ den Kundenkreis der Bahn ab Mitte der 1970er Jahre mehr und mehr schrumpfen. Vor allem wegen mangelnder Wirtschaftlichkeit stellten die Kreiswerke nach fast 94 Jahren den Betrieb der Bahn am 4. März 1995 ein.
Am 26. Mai 2001 ging das erste Teilstück der Bahn als saisonale 600-mm-Schmalspurbahn-Freizeitbahn wieder in Betrieb. Seit dem 29. Oktober 2006 wird die gesamte Strecke von Bad Orb bis nach Wächtersbach befahren. Der Saisonbetrieb findet an Sonn- und Feiertagen von Ostern bis Ende Oktober statt. Am Wächtersbacher Bahnhof wird die ehemalige Station Wächtersbacher Kleinbahnhof angefahren, welche die (inoffizielle) Gleisnummer 21 trägt.

## Infrastruktur

### Empfangsgebäude
Das Empfangsgebäude des Wächtersbacher Bahnhofs wurde 1868 im neoklassizistischen Stil errichtet. Es verfügte an seiner linken Seite über einen Anbau mit repräsentativen Räumen, die nur für die Familie der Fürsten von Ysenburg-Büdingen in Wächtersbach vorbehalten waren. Heute ist das Bahnhofsgebäude ein Kulturdenkmal nach dem Hessischen Denkmalschutzgesetz.

### Bahnsteige
Der Bahnhof hat einen Haus- und einen Inselbahnsteig. Der Hausbahnsteig (Gleis 1) wird von den Regional-Express-Zügen der Relation Fulda–Frankfurt Hbf (RE 50) genutzt. Gleis 2, welches sich mit Gleis 3 einen Mittelbahnsteig teilt, ist das Gleis in die Gegenrichtung. Gleis 3 dient den in Wächtersbach beginnenden Regionalverbindungen nach Frankfurt Hbf (RB 51).

### Sonstiges
Der Bahnhof wurde im Jahr 2015 barrierefrei ausgebaut.
Ein Bahnhof-Store und Bistro versorgt die Fahrgäste kulinarisch, mit Presse und Reiseutensilien.
Zwei große Parkplätze – ein städtischer und ein bahneigener – ergänzen die Infrastruktur des Bahnhofs.
Für Fahrgäste, die mit dem Fahrrad pendeln, gibt es abschließbare Fahrradboxen und für E-Bike-Radler die Möglichkeit, ihren Fahrradakku an der Ladesäule aufzuladen.

## Verkehr
Wächtersbach liegt im Tarifgebiet des Rhein-Main-Verkehrsverbundes (RMV). Es verkehren hier: ein Regional-Express, eine Regionalbahn sowie in den Sommermonaten von Ostern bis Ende Oktober zweimal an Sonn- und Feiertagen ein Touristikzug.

### Bahn
Am Bahnhof hält der Regional-Express zwischen Fulda und Frankfurt (RE 50) täglich im Stundentakt. Hinzu kommt ebenfalls täglich und stündlich eine Regionalbahn (RB 51). In den Hauptverkehrszeiten verkehren einzelne Regionalbahnen weiter ins benachbarte Bad Soden-Salmünster.
| Linie  | Verlauf | Takt                                        | Betreiber      |
| ------ | --- | ------------------------------------------- | -------------- |
| RE 50  | Kinzigtalbahn: Frankfurt (Main) Hbf – Frankfurt (Main) Süd – Offenbach (Main) Hbf – Hanau Hbf – Langenselbold – Gelnhausen – Wächtersbach – Bad Soden-Salmünster – Steinau (Straße) – Schlüchtern – Flieden – Neuhof (Kr Fulda) – Fulda (– Hünfeld – Bad Hersfeld – Bebra) (einzelne Züge) Stand: Fahrplanwechsel Dezember 2021 | 60 min (Verstärker zur HVZ)                 | DB Regio Mitte |
| RB 51  | Kinzigtalbahn: Frankfurt (Main) Hbf – Frankfurt (Main) Süd – Offenbach (Main) Hbf – Hanau Hbf – Wolfgang (Kr Hanau) – Rodenbach (b Hanau) – Langenselbold – Niedermittlau – Hailer-Meerholz – Gelnhausen – Haitz-Höchst – Wirtheim – Wächtersbach (– Bad Soden-Salmünster) (nur zur HVZ) Stand: Fahrplanwechsel Dezember 2021   | 60 min 20/40 min (wochentags zur HVZ)       | DB Regio Mitte |
| „Emma“ | Bad Orber Kleinbahn: Wächtersbach – Aufenauer Berg – Bad Orb Aumühle – Bad Orb | sonn-/feiertags von Ostern bis Ende Oktober |                |

### Bus
Am Wächtersbacher Busbahnhof, welcher sich auf dem Bahnhofsvorplatz befindet, fahren vorrangig Regionalbusse des Regionalverkehrs Main-Kinzig, welche unter anderem Verbindungen nach Flörsbachtal, Jossgrund und Bad Orb herstellen. Auf diesen Strecken gelten die sonst üblichen BahnCards 50 und 100 nicht. Die beiden Linien MKK-71 und MKK-72 stellen Verbindungen über Brachttal nach Birstein dar. Diese werden ergänzt durch den Vogelsberger Vulkan-Express (Linie VB-95), einem Fahrradbus, der zwischen Bad Orb und dem Hoherodskopf über Wächtersbach entlang des Vogelsberger Südbahnradweges pendelt. Dieser verkehrt von Anfang Mai bis Ende Oktober an Samstagen, Sonn- und Feiertagen. Es gelten die Tarife des Rhein-Main-Verkehrsverbundes.
| Buslinie | Weg                                                                                       | Betreiber                   | Bemerkung                                                                               |
| -------- | ----------------------------------------------------------------------------------------- | --------------------------- | --------------------------------------------------------------------------------------- |
| MKK-71   | (Wächtersbach Friedrich-August-Genth-Schule) – Bahnhof – Brachttal – Birstein             | Regionalverkehr Main-Kinzig |                                                                                         |
| MKK-72   | Schnellbus Wächtersbach Bf – Brachttal – Birstein                                         | Regionalverkehr Main-Kinzig |                                                                                         |
| MKK-73   | Wächtersbach – Waldensberg – Spielberger Platte                                           | Regionalverkehr Main-Kinzig |                                                                                         |
| MKK-81   | Wächtersbach – Bad Orb                                                                    | Regionalverkehr Main-Kinzig |                                                                                         |
| VB-95    | Vulkan-Express: Bad Orb – Wächtersbach – Brachttal – Birstein – Grebenhain – Hoherodskopf | Phillipi Reisen             | an Samstagen, Sonn- und Feiertagen vom 01.05-ende Oktober; es gelten die Tarife des RMV |

### Rad
Auf der stillgelegten Bahnstrecke Wächtersbach–Hartmannshain befindet sich heute der Vogelsberger Südbahnradweg. Dieser beginnt bzw. endet am Wächtersbacher Bahnhof. In den Regionalzügen ist die Mitnahme von Fahrrädern möglich, zudem verkehrt ein Fahrrad-Shuttlebus (siehe Abschnitt Bus).
Am Bahnhof Wächtersbach besteht auch Anschluss an den Vogelsberger Vulkan-Express, einem Fahrradbus. In Bad Orb beginnend, verkehrt er entlang des Vulkanradweges, von Anfang Mai bis Ende Oktober an Samstagen, Sonn- und Feiertagen. Die Endhaltestellen der Linie sind Bad Orb und Hoherodskopf. Es gelten die Tarife des Rhein-Main-Verkehrsverbundes.